# 챌린저 해연

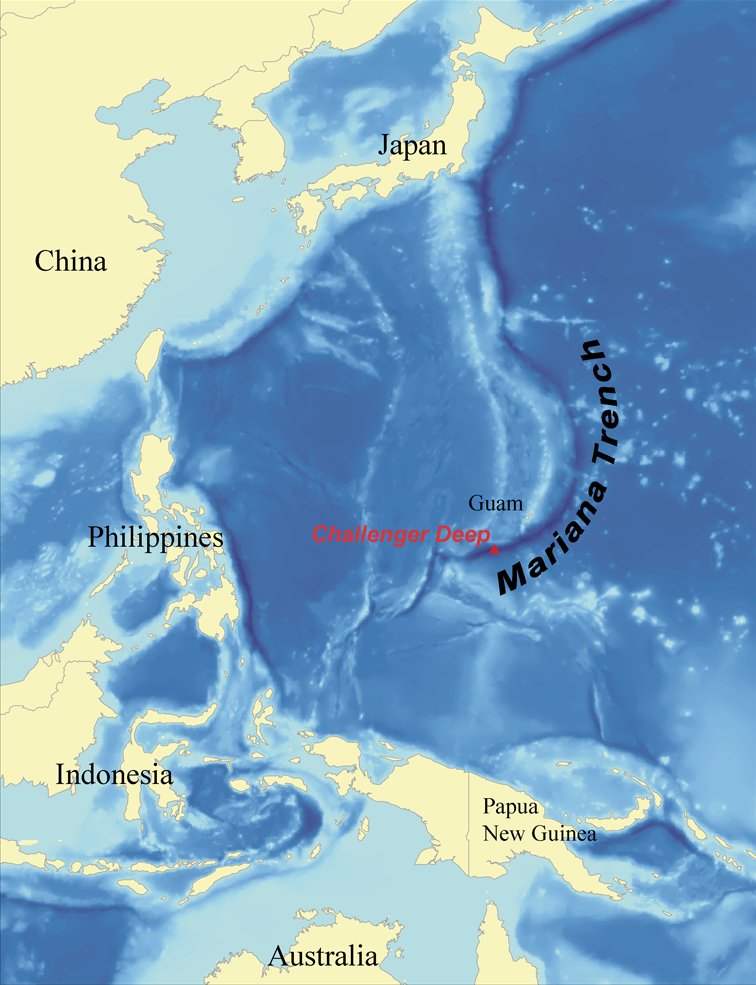
마리아나 해구와 서태평양 내의 챌린저 해연의 위치.

챌린저 해연 또는 챌린저 딥(Challenger Deep)은 지구 수권(해양과 바다) 해저의 가장 깊은 지점으로, 심해 다이빙 잠수정 등으로부터 직접 측정한 깊이는 10,959 ~ 11,009미터이다.
챌린저 해연은 마리아나 제도 주변 마리아나 해구 남쪽 끝 서태평양에 위치해 있다. 2011년 8월 GEBCO Gazetteer of Undersea Feature Names에 따르면 챌린저 해연의 깊이는 10,984+25 또는 10,984-25미터이며 위치는 북위 11° 22.4′  동경 142° 35.5′  / 북위 11.3733°  동경 142.5917° 이다.
 이 위치는 미크로네시아 연방의 해양 영토에 위치한다.
이 해연의 이름은 1872~1876년 챌린저 탐사를 통해 깊이를 처음 측정한 영국 왕립해군의 HMS 챌린저의 이름을 따서 지어졌다. 이 심도에서의 높은 수압은 측정을 어렵게 만들었다.

## 조사 탐사선
- 1875 – HMS Challenger
- 1951 – SV HMS Challenger II
- 1957–1958 – RV Vityaz
- 1959 – RV Stranger
- 1962 – RV Spenser F. Baird
- 1975–1980 – RV Thomas Washington
- 1976–1977 – RV Kana Keoki
- 1984 – SV Takuyo
- 1986 – RV Thomas Washington
- 1988 – RV Moana Wave
- 1992 – RV Hakuhō Maru
- 1996 – RV Yokosuka
- 1998, 1999, 2002 – RV Kairei
- 2001 – RV Melville
- 2009 – RV Kilo Moana
- 2009 – RV Yokosuka
- 2010 – USNS Sumner
- 2010 – RV Yokosuka
- 2013 – RV Yokosuka
- 2014 – RV Kairei
- 2014 – RV Falkor
- 2015 – USCGC Sequoia
- 2016 – RV Xiangyanghong 09
- 2016 – RV Tansuo 01
- 2016 – RV Sonne
- 2016 – RV Shyian 3
- 2016 – RV Zhang Jian
- 2017 – RV Tansuo-1
- 2017 – RV Shinyo Maru
- 2017 – RV Kexue 3
- 2017 – RV Kairei
- 2018 – RV Shen Kuo
- 2019 – RV Sally Ride

## 같이 보기
- 엠덴 해연